# Dependent ML
Dependent ML — экспериментальный функциональный язык программирования, разработанный Фрэнком Пфеннингом и Хонвэем Си как расширение ML путём ограничения представления зависимых типов: типы могут зависеть от статических указателей типа Nat. Основывается на ограниченном доказательстве теорем для вывода теории строго равенства через индексные выражения[уточнить].
Был замещён языком ATS и по этой причине в фазе активной разработки больше не находится.

## Дополнительные источники
- Домашняя страница DML Архивная копия от 13 декабря 2009 на Wayback Machine  (Дата обращения: 14 октября 2009)